# Svante Ingelsson
Svante Ingelsson (14 juni 1998) is een Zweeds voetballer die doorgaans als middenvelder speelt. Hij staat onder contract bij Hansa Rostock.

## Carrière
Ingelsson begon op vierjarige leeftijd met voetballen bij IFK Berga. Op dertienjarige leeftijd maakte hij zijn debuut in de Zweedse Divisie 3. Na tien jaar bij Berga gespeeld te hebben, maakte Ingelsson de overstap naar Kalmar FF. In juni 2015 maakte hij voor het eerst deel uit van de wedstrijdselectie van de club. Tijdens de wedstrijd tegen Hammarby IF bleef de middenvelder echter negentig minuten op de bank zitten. Op 20 september 2015 maakte Ingelsson alsnog zijn debuut voor Kalmar FF. In de 82ste minuut van een wedstrijd tegen Åtvidabergs FF kwam hij binnen de lijnen als vervanger van Marcus Antonsson.
Na 26 wedstrijden in de hoofdmacht kocht Udinese Ingelsson van Kalmar FF. Een doorbraak bleef uit, waarop hij in het seizoen 2019/2020 werd verhuurd aan Pescara. Voor de Serie B-club kwam Ingelsson maar tot 4 optredens. In januari 2020 werd de huurovereenkomst daarom verbroken, waarop Udinese Ingelsson voor een half jaar stalde bij zijn oude club in Zweden, Kalmar FF. Door de uitbraak van het coronavirus werd de huurperiode verlengd tot en met augustus. Daarna keerde Ingelsson terug naar Udinese. De Italiaanse club verhuurde Ingelsson enkele weken later aan SC Paderborn 07 dat uitkomt in de 2. Bundesliga in Duitsland.
In de zomer van 2021 maakt Ingelsson transfervrij de overstap van Udinese naar Hansa Rostock.